# Megyer
Megyer is een plaats (község) en gemeente in het Hongaarse comitaat Veszprém. Megyer telt 64 inwoners (2001).